# Barbe à papa
Pour les articles homonymes, voir Barbe à papa (homonymie).
 (décembre 2016).
Si vous disposez d'ouvrages ou d'articles de référence ou si vous connaissez des sites web de qualité traitant du thème abordé ici, merci de compléter l'article en donnant les références utiles à sa vérifiabilité et en les liant à la section « Notes et références ».

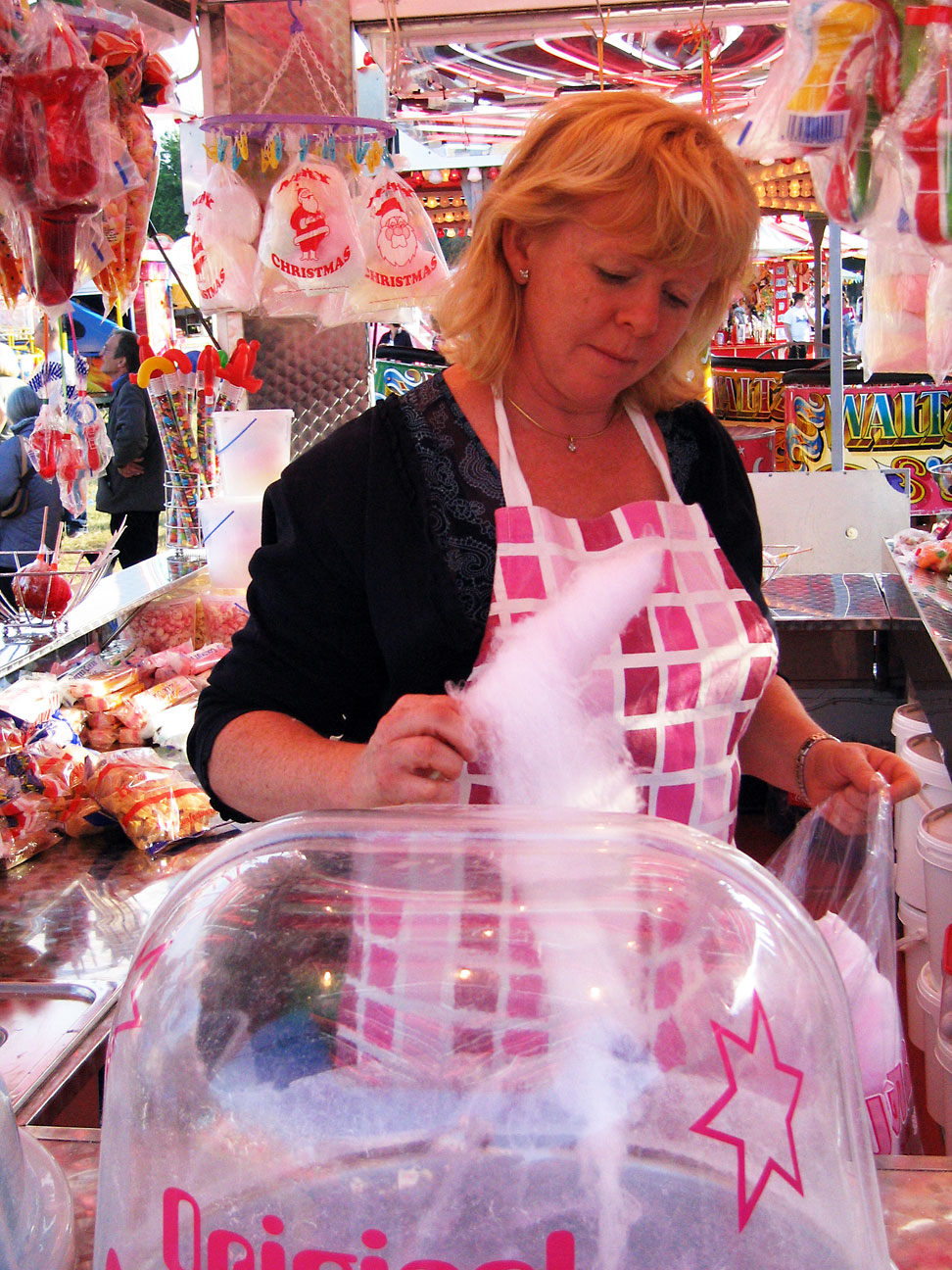

La barbe à papa est une transformation de confiserie confectionnée avec du sucre, le plus souvent coloré. Ce sucre est transformé en filaments enroulés autour d'un bâtonnet, jusqu'à former une sorte de boule à l'aspect cotonneux.

## Histoire
L'histoire de la barbe à papa débute en 1897, lorsque William Morrison, dentiste, et John C. Wharton, confiseur, de Nashville au Tennessee, inventent une machine pour réaliser une sorte de filage de sucre cristallisé qui, enroulée autour d’un bâton, forme la barbe à papa ; leur idée est d'inventer une gourmandise qui contienne peu de sucre,, bien qu'une barbe à papa, quasi exclusivement constituée de sucre, puisse représenter 4 à 5 % des apports caloriques journaliers d'un adulte,.
Ils présentent leur Fairy Floss à l'Exposition universelle de 1904 de Saint-Louis et remporteront ainsi un succès monstre. Malgré un prix de 25 cents l'unité — somme importante pour l'époque, puisqu'elle représente la moitié du prix d'admission à la foire —, ils en vendront 68 655.
Dans les pays anglophones, cette friandise est connue sous des noms différents : candy floss (Royaume-Uni), cotton candy (États-Unis), fairy floss (Australie), algodón de azúcar (coton de sucre), nube (nuage) ou nube de algodón (nuage de coton) dans le monde hispanophone et dans les pays néerlandophones, suikerspin (filage de sucre). Le terme français, barbe à papa, lui a été donné en 1934. 

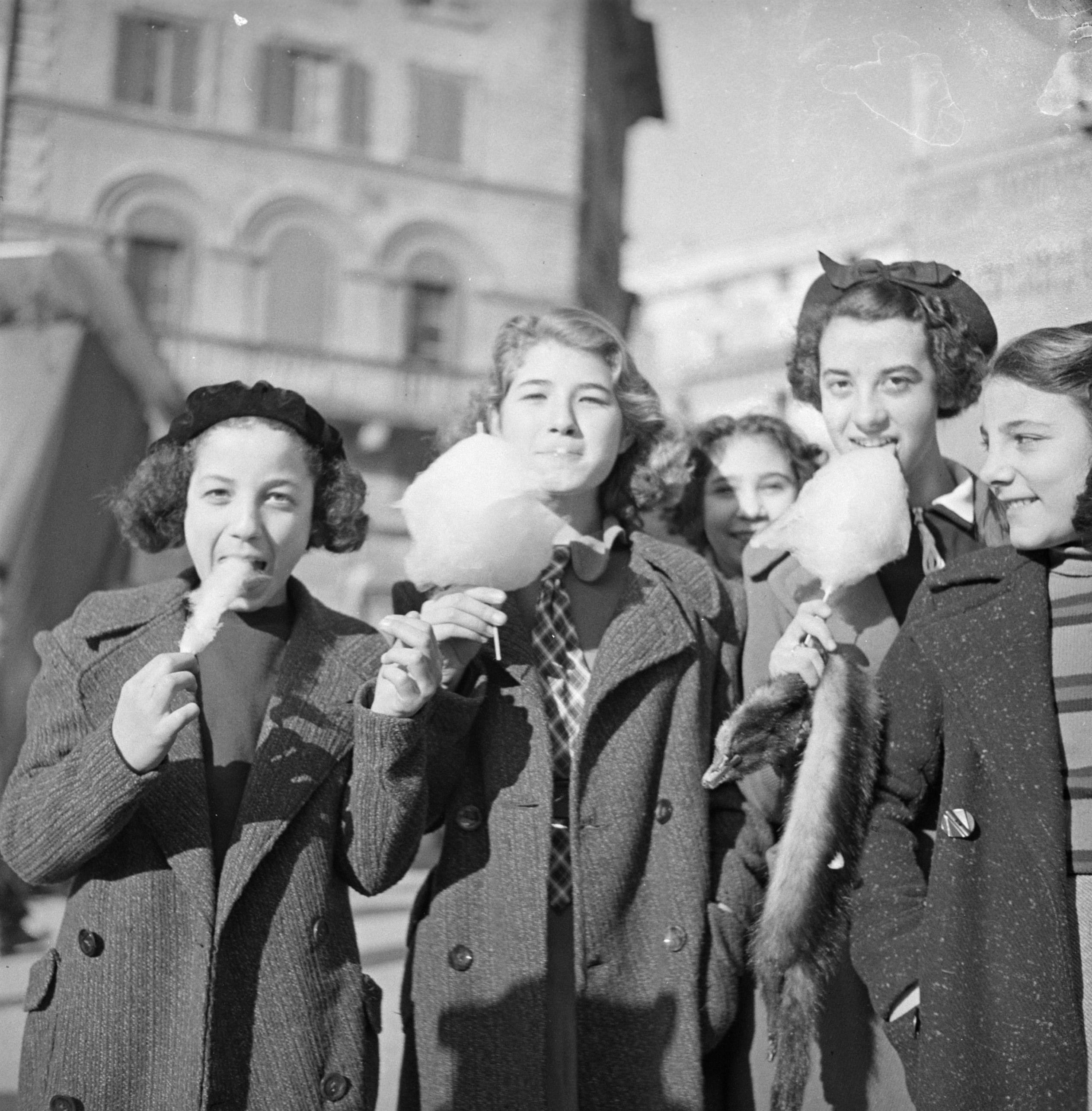
Jeunes filles consommant de la barbe à papa au marché de Noël de la Piazza Navona à Rome en Italie, en 1937 (photographie de Willem van de Poll).
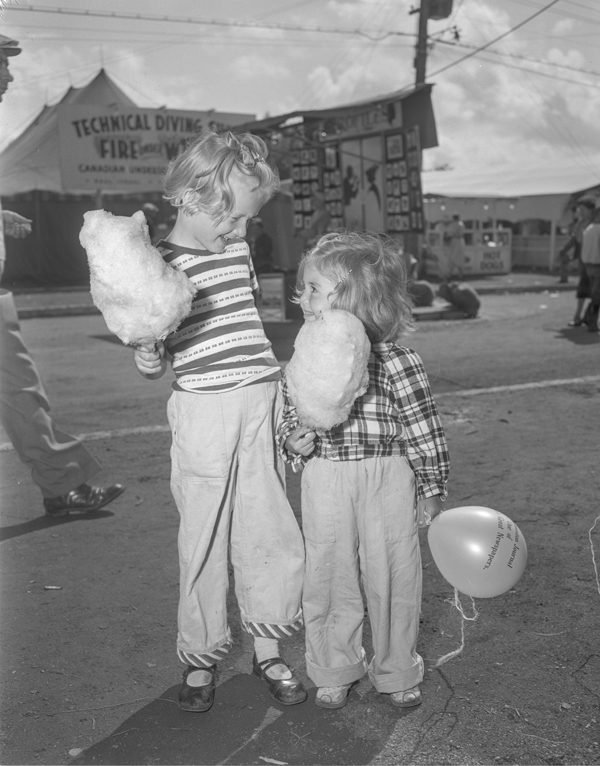
Enfants avec leurs barbes à papa à la grande fête foraine annuelle d'Edmonton (en) au Canada, en 1954.

## Réalisation

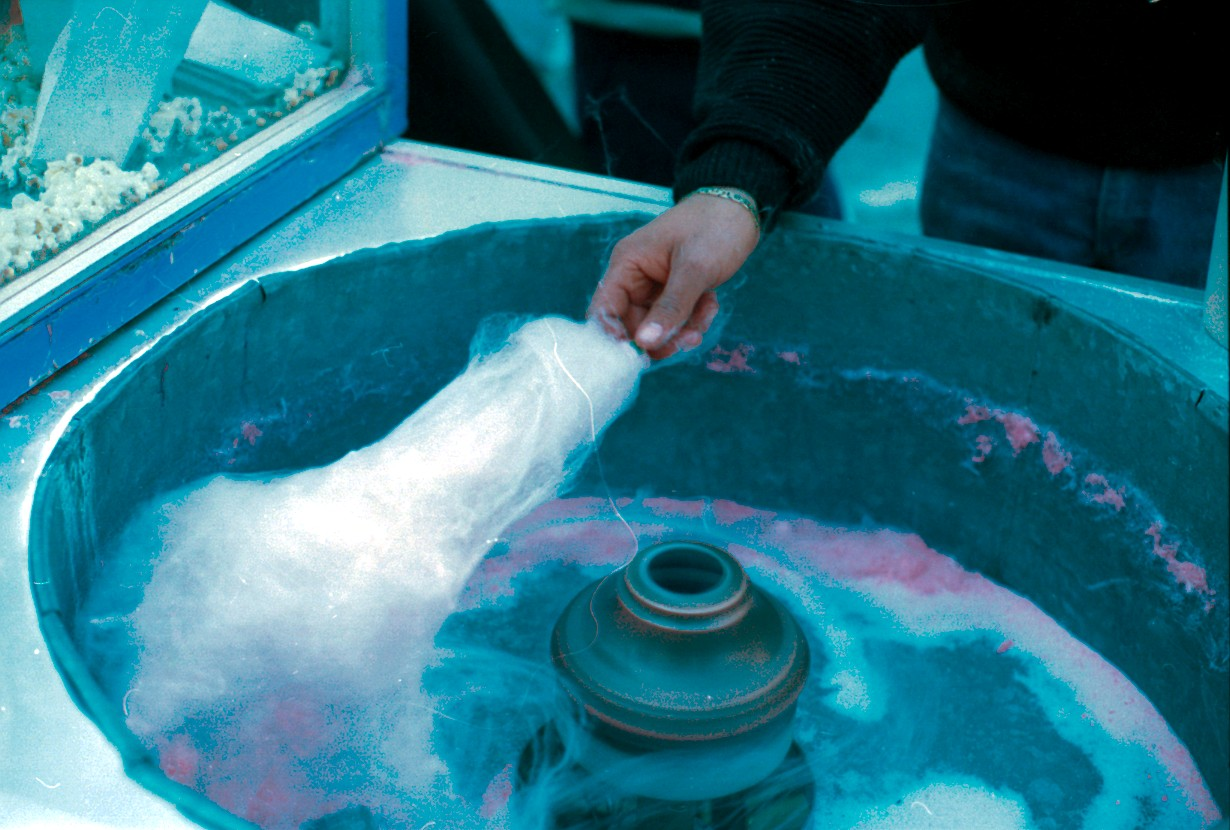
Machine à barbe à papa.

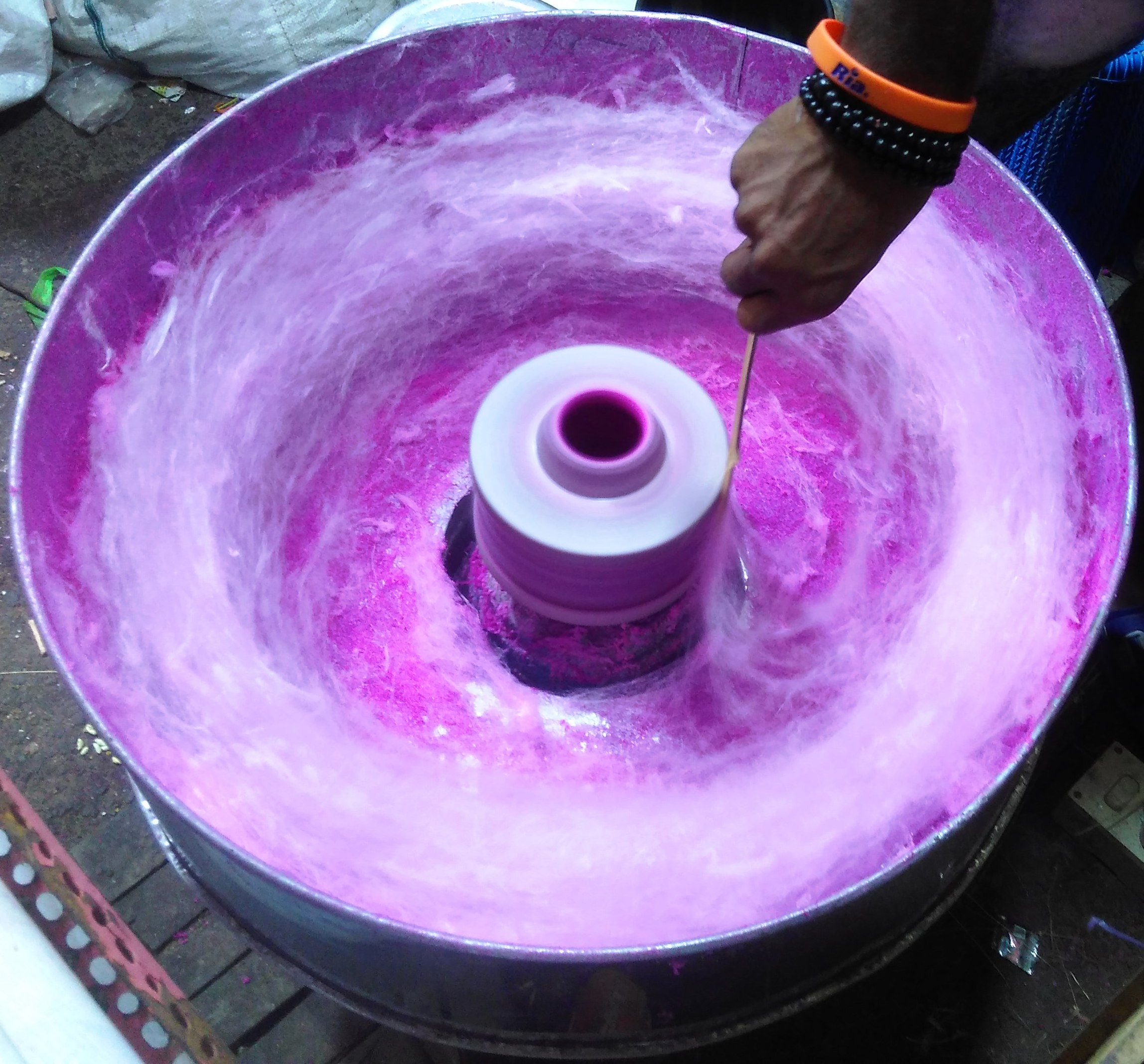
Machine à barbe à papa.

Les machines modernes fonctionnent presque de la même façon que l'originale. La partie au centre de la machine est une sorte de cône qui tourne sur lui-même et dans lequel le sucre est versé avec du colorant alimentaire. Un chauffage électrique ou au gaz à la périphérie du cône fait fondre le sucre. Grâce à l'effet centrifuge, le sucre s'échappe par de nombreux trous minuscules et se solidifie au contact de l'air en formant des filaments et est attrapé dans un grand chaudron de métal. L'opérateur tourne alors un bâtonnet ou un cône dans ce chaudron pour prendre la confiserie qui s’enroule autour.
Comme la barbe à papa est constituée de filaments très aérés, les portions sont volumineuses. Un cône de barbe à papa est un peu plus grand que la tête d'un adulte. Plus la vitesse de rotation est importante, plus les filaments sont fins.
Aujourd'hui, il est possible de trouver dans le commerce des machines à barbe à papa pour le particulier.

## Popularité

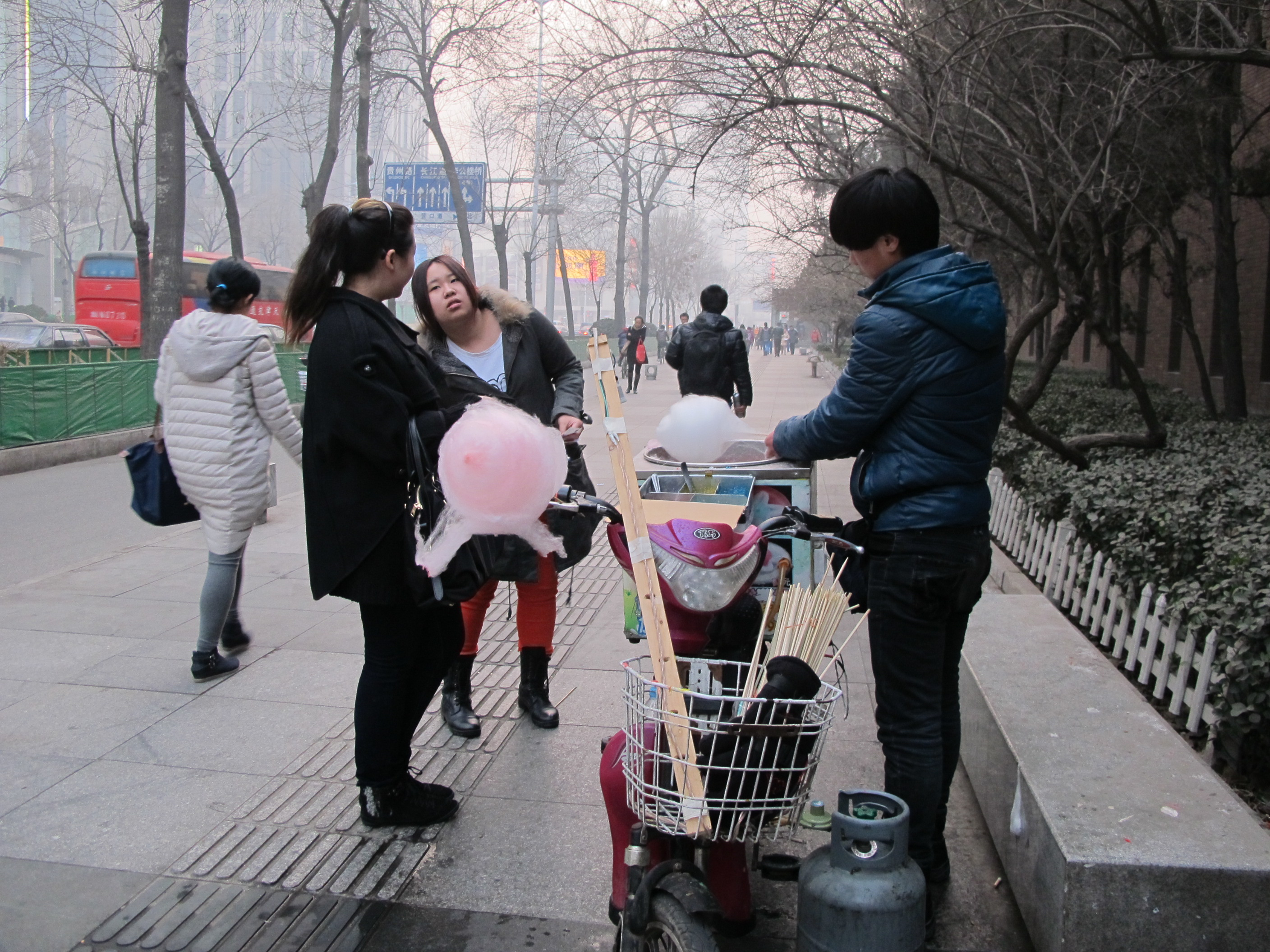
Barbe à papa dans la rue à Tianjin (Chine), Nanjing lu.

Il apparaît assez courant de trouver des barbes à papa lors d'une visite à un champ de foire, au cirque ou à une fête foraine. Elle est aujourd'hui vendue aux côtés d'autres confiseries en pots type pop-corn dans les clubs vidéo et dans les grandes surfaces.
On trouve la barbe à papa en plusieurs couleurs - rose, blanc, bleu, vert ou jaune - selon le colorant utilisé. Bien que la couleur soit une indication de l'arôme, elle n'a pas beaucoup de goût, sinon celui de sucre. Souvent, la machine elle-même dégage un goût de sucre cuisiné.